# Рудна (гміна)
Гміна Рудна (пол. Gmina Rudna) — сільська гміна у південно-західній Польщі. Належить до Любінського повіту Нижньосілезького воєводства.
Станом на 31 грудня 2011 у гміні проживало 7569 осіб.

## Площа
Згідно з даними за 2007 рік площа гміни становила 216.60 км², у тому числі:
- орні землі: 52.00 %
- ліси: 34.00 %

Таким чином, площа гміни становить 30.42 % площі повіту.

## Населення
Станом на 31 грудня 2011:
| Опис     | Загалом | Загалом | Чоловіки | Чоловіки | Жінки | Жінки |
| -------- | ------- | ------- | -------- | -------- | ----- | ----- |
| одиниця  | осіб    | %       | осіб     | %        | осіб  | %     |
| все      | 7569    | 100     | 3748     | 49.52    | 3821  | 50.48 |
| міське   | 0       | 100     | 0        |          | 0     |       |
| сільське | 7569    | 100     | 3748     | 49.52    | 3821  | 50.48 |

## Сусідні гміни
Гміна Рудна межує з такими гмінами: Ґрембоцице, Ємельно, Любін, Нехлюв, Пенцлав, Польковіце, Вінсько, Шцинава.